# Gran Madre di Dio
Gran Madre di Dio är en modern kyrkobyggnad i norra Rom, helgad åt Jungfru Maria och belägen i närheten av Pons Milvius. 
Kyrkan påbörjades 1931 på uppdrag av påve Pius XI för att hugfästa 1500-årsminnet av konciliet i Efesus som år 431 fastställde att Jungfru Maria är Guds moder, Theotokos. Kyrkan uppfördes efter ritningar av Cesare Bazzani och Clemente Busiri Vici och konsekrerades 1937. Kyrkans grundplan är ett grekiskt kors. 
Gran Madre di Dio är sedan 1965 titelkyrka. Nuvarande kardinalpräst är Angelo Bagnasco, ärkebiskop av Genua sedan 2006.